# الكنازظة (تاكونيت)
الكنازظة هي إحدى مشيخات المملكة المغربية، تتبع جغرافيا لإقليم زاكورة وإداريًا لتاكونيت. يقدر عدد سكانها بـ 4209 نسمة حسب الإحصاء الرسمي للسكان والسكنى لسنة 2004.